# Maximilian Mittelstädt
Maximilian Mittelstädt (n. 18 martie 1997, Berlin, Germania) este un fotbalist german care joacă ca fundaș stânga la VfB Stuttgart din Bundesliga și la echipa națională de fotbal a Germaniei.

## Cariera pe echipe
Mittelstädt a făcut primii pași fotbalistici la vârsta de cinci ani în echipa de tineret a SC Staaken, înainte de a se muta la Hertha 03 Zehlendorf . În 2012, s-a transferat la echipa de tineret a Hertha BSC. 
Mittelstädt și-a făcut debutul în liga profesionistă pe 2 martie 2016 împotriva lui Eintracht Frankfurt,  venind ca înlocuitor în minutul 90 pentru Salomon Kalou.  Pe 30 octombrie 2018, a marcat primul său gol competitiv pentru Hertha BSC într-o victorie cu 2-0 în deplasare în DFB-Pokal împotriva lui SV Darmstadt 98. 
La 7 iunie 2023, Mittelstädt a semnat cu VfB Stuttgart pe un contract de trei ani.  În sezonul 2023-2024, a obținut cea mai mare rată de succes la dribling din Bundesliga, cu 61%, jucând un rol crucial în calificarea clubului său în Liga Campionilor UEFA. 

## Cariera internațională
Mittelstädt a fost în echipa Germaniei U19 în sezonul 2015-16.  În martie 2024, Julian Nagelsmann l-a convocat cu naționala Germaniei înaintea meciurilor amicale cu Franța și Țările de Jos.   A debutat pe 23 martie împotriva primului.  Trei zile mai târziu, Mittelstädt a marcat primul său gol într-o victorie cu 2-1 împotriva Olandei. 
Mittelstädt a fost inclus în lotul Germaniei pentru UEFA Euro 2024. 

## Palmares
Hertha BSC U19
- DFB-Pokal Junior: 2014–15

Individual
- Medalia Fritz Walter U19 Bronz: 2016 [15]